# Acalypha ambiodonta
Acalypha ambiodonta é uma espécie de flor do gênero Acalypha, pertencente à família Euphorbiaceae.